# Bzince pod Javorinou
Bzince pod Javorinou (allemand : Bzinetz, hongrois : Botfalu) est un village de Slovaquie situé dans la région de Trenčín.

## Histoire
La première mention écrite du village date de 1332.

## Démographie

### Évolution de la population
| Année:               | 1994. | 2004.   | 2014.   | 2024.   |
| -------------------- | ----- | ------- | ------- | ------- |
| Nombre de personnes: | 1997  | 2043    | 2097    | 2024    |
| Différence:          |       | +2,30 % | +2,64 % | -3,48 % |

| Année:               | 2023. | 2024.   |
| -------------------- | ----- | ------- |
| Nombre de personnes: | 2014  | 2024    |
| Différence:          |       | +0,49 % |

## Personnalités liées à la ville
- Ľudmila Podjavorinská (1872-1951), romancière et poétesse